# Komuna e Vig-Mnelës
Komuna e Vig-Mnelës är en kommun i Albanien.   Den ligger i prefekturen Qarku i Shkodrës, i den norra delen av landet, 70 km norr om huvudstaden Tirana.
```
Runt Komuna e Vig-Mnelës är det ganska tätbefolkat, med 
93
 invånare per kvadratkilometer.
[
2
]
```